# Jezabel (novela)
Jezabel (Jézabel en francés) es una novela escrita por Irène Némirovsky, autora de origen ucraniano que escribió en lengua francesa. La novela fue publicada originalmente en 1936 por la editorial francesa Albin Michel. En 2012 José Antonio Soriano Marco la tradujo al español para la editorial Salamandra. En la novela asistimos al desarrollo de la compleja psicología de su protagonista, Gladys Eysenach, que encarna a la femme fatale. Gladys se compara con Jezabel, mujer bíblica conocida por su paganismo y su idiolatría a Baal, y a la que se relaciona con la inmoralidad y la seducción. No obstante, la protagonista de Jezabel tiene que ver solo con esta última parte del personaje bíblico, no así con la relacionada con la religión.

## Resumen
Gladys Burnera, procedente de La Paloma (pueblo costero en Uruguay, cercano a Brasil), es una extranjera en París. Es una mujer de gran belleza, que conserva su juventud, a pesar del paso de los años, y desde joven genera una gran atracción para los hombres. Creció sin padre, dado que su madre, Sophie Burnera, lo abandonó cuando Gladys tenía apenas dos meses. De Sophie heredó una fortuna, a la que posteriormente añadiría la de su marido, Richard Eysenach, del que enviuda en 1912. En 1915 muere su hija, Marie-Thérèse, y a raíz de ello tiene varias relaciones esporádicas, hasta que en 1930 conoce a Aldo Monti. Su vida se estabiliza hasta 1934, año en el que aparece Bernard Martin.
La novela comienza con un juicio en el que se acusa a Gladys de haber matado a Bernard. En el juicio se pone en duda la fidelidad de Gladys hacia Aldo, puesto que, a pesar de que él le propone matrimonio en varias ocasiones, ella nunca acepta. Se especula con la idea de que Bernard era el amante de Gladys, que lo sedujo con su riqueza para posteriormente matarlo. Pero nada más lejos de la realidad.
La protagonista de Jezabel está llena de miedos que le impiden hacer una vida normal y ser feliz. Tiene un terror enfermizo a envejecer, y se aferra a la juventud hasta cuando no le queda nada de ella. Pensar que alguien puede verla como una vieja le produce una vergüenza asfixiante que la conduce a cometer actos sucios y mezquinos. Hace cualquier cosa por parecer más joven ante los ojos ajenos, entre ellas, sí, matar a Bernard Martin, aunque no por lo que podría parecer en un principio.